# Miss Bourgogne
Miss Bourgogne est un concours de beauté annuel concernant les jeunes femmes de la Bourgogne Il est qualificatif pour l'élection de Miss France, retransmise en direct sur la chaîne TF1, en décembre, chaque année.
Deux Miss Bourgogne ont déjà été couronnées Miss France :
- Sonia Rolland, Miss France 2000 ;
- Marine Lorphelin, Miss France 2013.

## Histoire
En 1992, il n'y a pas eu d'élection de Miss Bourgogne mais des élections de Miss Bourgogne-Nord et Miss Bourgogne-Sud.
Le délégué régional pour Miss France est Michel Marinelli à partir de 1992 jusqu'à son décès en 2020. Vicky Michaud prend le relais. En 2024, Naomi Bailly devient déléguée régionale Bourgogne pour Miss France, en remplacement de Vicky Michaud.

## Élections locales qualificatives
- Miss Côte-d'Or ;
- Miss Nièvre ;
- Miss Saône-et-Loire ;
- Miss Yonne.

## Synthèse des résultats
Note : Toutes les données ne sont pas encore connues.
- Miss France : Arlette Collot (1963 détronée), Sonia Rolland (1999), Marine Lorphelin (2012)
- 1re dauphine : Maria Dornier (1964), Nathalie Pereira (1993), Lucie Degletagne (2003)
- 3e dauphine : Chantal Mercier (1966), Célia Jourdheuil (1998), Vicky Michaud (2007), Sophie Diry (2019)
- 4e dauphine : Sophie Roger (1994), Lou-Anne Lorphelin (2020)
- 5e dauphine : Clara Diry (2024)
- 6e dauphine : Maud Aguilar (1997)
- Top 12/Top 15 : Sandrine Caire (1988), Cendrine Laurencin (1992), Angélique Viero (2004); Élodie Paillardin (2011), Marie Reintz (2013), Luna Lacharme (2023)

## Les Miss
Note : Toutes les données ne sont pas encore connues.
| Année | Nom                | Âge    | Taille | Résidence               | Classement local/régional | Classement Miss France                                                                                                  | Autres |
| ----- | ------------------ | ------ | ------ | ----------------------- | --- | --- | --- |
| 1963  | Arlette Collot     | 21 ans |        | Clomot                  | | Miss France 1964 (destituée)                                                                                            | Arlette Collot règne jusqu'au mois d'août 1964, après quoi elle est destituée car elle ne souhaitait pas parcourir la France. Jacqueline Gayraud Miss Vendée hérite donc du titre et obtient le droit de participer aux concours de beauté internationaux |
| 1964  | Maria Dornier      |        |        |                         | | 1re dauphine de Miss France 1965                                                                                        | Miss Europe 1966 |
| 1966  | Chantal Mercier    |        |        |                         | | 2e dauphine de Miss France 1967                                                                                         | |
| 1972  | Aleth Mosson       | 17 ans | 1,68 m | Dijon                   | | | Élue Miss France 1973 par un comité concurrent à Poitiers |
| 1978  | Frédérique Bricage |        |        | Dijon                   | | | Prix du costume folklorique à l'élection de Miss France 1979 |
| 1979  | Nicole Rondière    |        |        | Verdun-sur-le-Doubs     | 1re dauphine de Miss Bourgogne 1978 | | |
| 1986  | Patricia Verchère  | 18 ans | 1,78m  | Gueugnon                | | | |
| 1987  | Sandrine Caire     | 17 ans | 1,70 m | Blanzy                  | | | Participe 2 fois à Miss France (1988 et 1989) |
| 1988  | Sandrine Caire     | 18 ans | 1,70 m | Blanzy                  | | Figure parmi les 12 demi-finalistes à l'élection de Miss France 1989                                                    | Participe 2 fois à Miss France (1988 et 1989) |
| 1992  | Patricia Rousselet | 19 ans |        |                         | | | Élue sous la dénomination de Miss Bourgogne-Nord |
| 1992  | Cendrine Laurencin | 22 ans |        | Mâcon                   | | Figure parmi les demi-finalistes à l'élection de Miss France 1993                                                       | Élue sous la dénomination de Miss Bourgogne-Sud, Prix de la sympathie à l'élection Miss France 1993 |
| 1993  | Clarisse Garçonnat |        |        |                         | | | Élue sous la dénomination de Miss Pays d'Othe, elle succède à Miss Bourgogne-Nord et Miss Champagne-Ardenne |
| 1993  | Nathalie Pereira   |        |        | Genlis                  | | 1re dauphine de Miss France 1994                                                                                        | Élue sous la dénomination de Miss Bourgogne, représentante de la France à Miss International 1994, où elle intègre le Top 14 |
| 1994  | Sophie Roger       | 19 ans |        | Cuisery                 | | 4e dauphine de Miss France 1995                                                                                         | |
| 1995  | Patricia Fleury    |        |        | L'Abergement-de-Cuisery | | | |
| 1996  | Stéphanie Sevat    |        |        | Is-sur-Tille            | | | |
| 1997  | Maud Aguilar       | 19 ans | 1,82 m | Chalon-sur-Saône        | | 6e dauphine de Miss France 1998                                                                                         | |
| 1998  | Célia Jourdheuil   | 20 ans | 1,80 m | Dijon                   | | 3e dauphine de Miss France 1999                                                                                         | |
| 1999  | Sonia Rolland      | 18 ans | 1,78 m | Cluny                   | Miss Saône-et-Loire 1999 | Miss France 2000 | Représentante de la France à Miss Univers 2000 où elle intègre le Top 10 (9e place) |
| 2000  | Joy Grimal         |        |        | Dijon                   | | | |
| 2001  | Laure Matioli      |        |        | Marsannay-le-Bois       | | | Devenue déléguée de la société Miss Île-de-France |
| 2002  | Aurélie Bonin      | 20 ans | 1,80 m | Avallon                 | | | |
| 2003  | Lucie Degletagne   |        |        | Romanèche-Thorins       | Miss Châtillon 2002, 1re dauphine de Miss Pays de l'Ain 2002, Miss Saône-et-Loire 2003                                                      | 1re dauphine de Miss France 2004, elle remplace durant six mois Lætitia Bléger en tant que Miss France 2004 par intérim | Représentante de la France à Miss International 2004, où elle intègre le Top 15 |
| 2004  | Angélique Viero    | 23 ans | 1,77 m | Bussy-en-Othe           | | Figure parmi les 12 demi-finalistes à l'élection de Miss France 2005 et termine 8e                                      | |
| 2005  | Delphine Cordier   | 18 ans | 1,75 m | Marsannay-la-Côte       | | | |
| 2006  | Cécilia Martin     | 20 ans | 1,74 m | Chalon-sur-Saône        | | | Prix du charme pétillant Raoul Collet à l'élection de Miss France 2007 |
| 2007  | Vicky Michaud      | 20 ans | 1,72 m | Bourbon-Lancy           | 2ème dauphine Miss Bourgogne 2006, Miss Saône-et-Loire 2007                                                                                 | 3e dauphine de Miss France 2008                                                                                         | Représentante de la France à Miss International 2008, devenue déléguée de la société Miss Bourgogne |
| 2008  | Tiphaine Deschamps | 22 ans | 1,75 m | Chagny                  | Miss Saône-et-Loire 2008 | | |
| 2009  | Jenna Tournay      | 19 ans | 1,75 m | Talant                  | | | Prix du charme pétillant Raoul Collet à l'élection de Miss France 2010 |
| 2010  | Alice Detollenaere | 23 ans | 1,73 m | Chitry-les-Mines        | | | Prix du mannequin à l'élection de Miss France 2011 |
| 2011  | Élodie Paillardin  | 19 ans | 1,77 m | Gevrey-Chambertin       | Miss Côte-d'Or 2011 | Figure parmi les 12 demi-finalistes à l'élection de Miss France 2012 et termine 11e                                     | |
| 2012  | Marine Lorphelin   | 19 ans | 1,76 m | Charnay-lès-Mâcon       | Miss Saône-et-Loire 2012 | Miss France 2013 | Prix de la culture générale à l'élection de Miss France 2013, où elle obtient une note de 17/20 , représentante de la France à Miss Monde 2013, où elle termine 1re dauphine et devient Miss World Europe                                                 |
| 2013  | Marie Reintz       | 22 ans | 1,79 m | Bligny-lès-Beaune       | Miss Côte-d'Or 2012, 1re dauphine de Miss Bourgogne 2012                                                                                    | Figure parmi les 12 demi-finalistes à l'élection de Miss France 2014 et termine 11e                                     | |
| 2014  | Janyce Guillot     | 19 ans | 1,82 m | Bruailles               | Miss Saône-et-Loire 2014 | | |
| 2015  | Jade Vélon         | 21 ans | 1,75 m | Mâcon                   | 1re dauphine de Miss Saône-et-Loire 2014, 1re dauphine de Miss Bourgogne 2014, 1re dauphine de Miss Saône-et-Loire 2015                     | | Prix de la photogénie à l'élection Miss France 2016 |
| 2016  | Naomi Bailly       | 21 ans | 1,71 m | Dijon                   | Miss Côte d'Or 2014, 2e dauphine de Miss Bourgogne 2015                                                                                     | | |
| 2017  | Mélanie Soarès     | 23 ans | 1,72 m | Nevers                  | Miss Nièvre 2017 | | |
| 2018  | Coline Touret      | 19 ans | 1,73 m | Auxerre                 | 1re dauphine Miss Yonne 2018 | | |
| 2019  | Sophie Diry        | 22 ans | 1,77 m | Saint-Agnan             | Miss Saône et Loire 2019 | 3e dauphine de Miss France 2020                                                                                         | |
| 2020  | Lou-Anne Lorphelin | 23 ans | 1,71 m | Charnay-lès-Mâcon       | Miss Saône et Loire 2020 | 4e dauphine de Miss France 2021                                                                                         | Sœur de Marine Lorphelin, Miss France 2013, Prix de la culture générale à l'élection de Miss France 2021, ou elle obtient la note de 17,5/20 |
| 2021  | Chloé Galissi      | 21 ans | 1,72 m | Chalon-sur-Saône        | Miss Chatillon 2018, 1re dauphine de Miss Pays de l'Ain 2018, 1re dauphine de Miss Saône-et-Loire 2019, 1re dauphine de Miss Bourgogne 2019 | | Prix du mannequin lors de l'élection de Miss France 2022 |
| 2022  | Lara Lebretton     | 23 ans | 1,76 m | Givry                   | 2e dauphine de Miss Bourgogne 2021, Miss Saône et Loire 2022                                                                                | | Prix de l'élégance à l'élection de Miss France 2023 |
| 2023  | Luna Lacharme      | 18 ans | 1,75 m | La Chapelle-de-Guinchay | Miss Saône-et-Loire 2023 | Figure parmi les 15 demi-finalistes à l'élection de Miss France 2024 et termine 10e                                     | |
| 2024  | Clara Diry         | 21 ans | 1,72 m | Saint-Aignan            | Miss Saône-et-Loire 2024 | 5e dauphine de Miss France 2025                                                                                         | Sœur de Sophie Diry (Miss Bourgogne 2019 et 3e dauphine de Miss France 2020). |

### Galerie

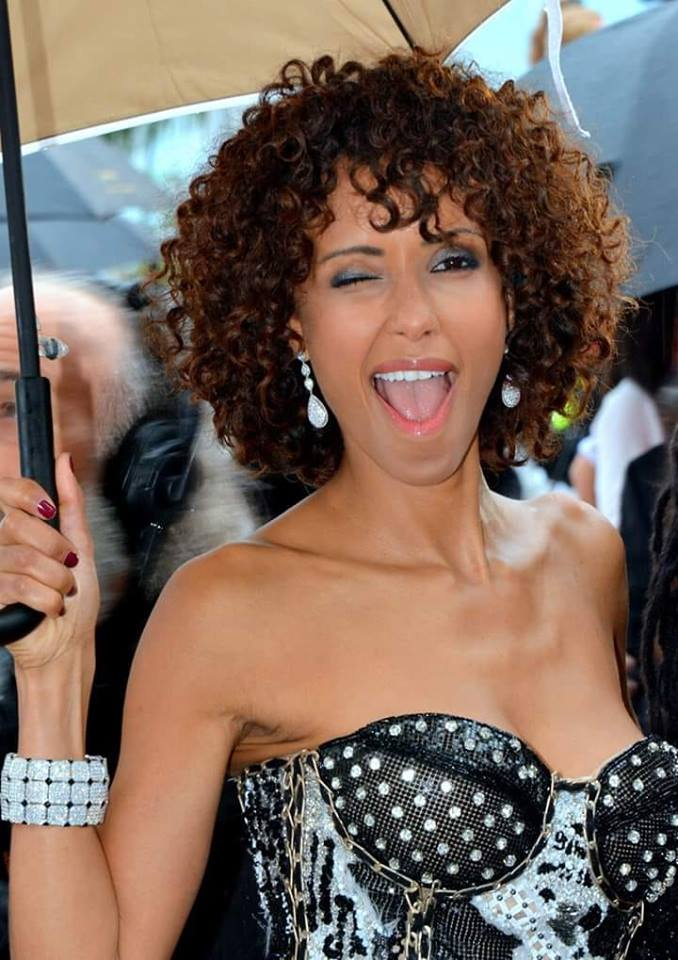
Sonia Rolland, Miss Bourgogne 1999, Miss France 2000.
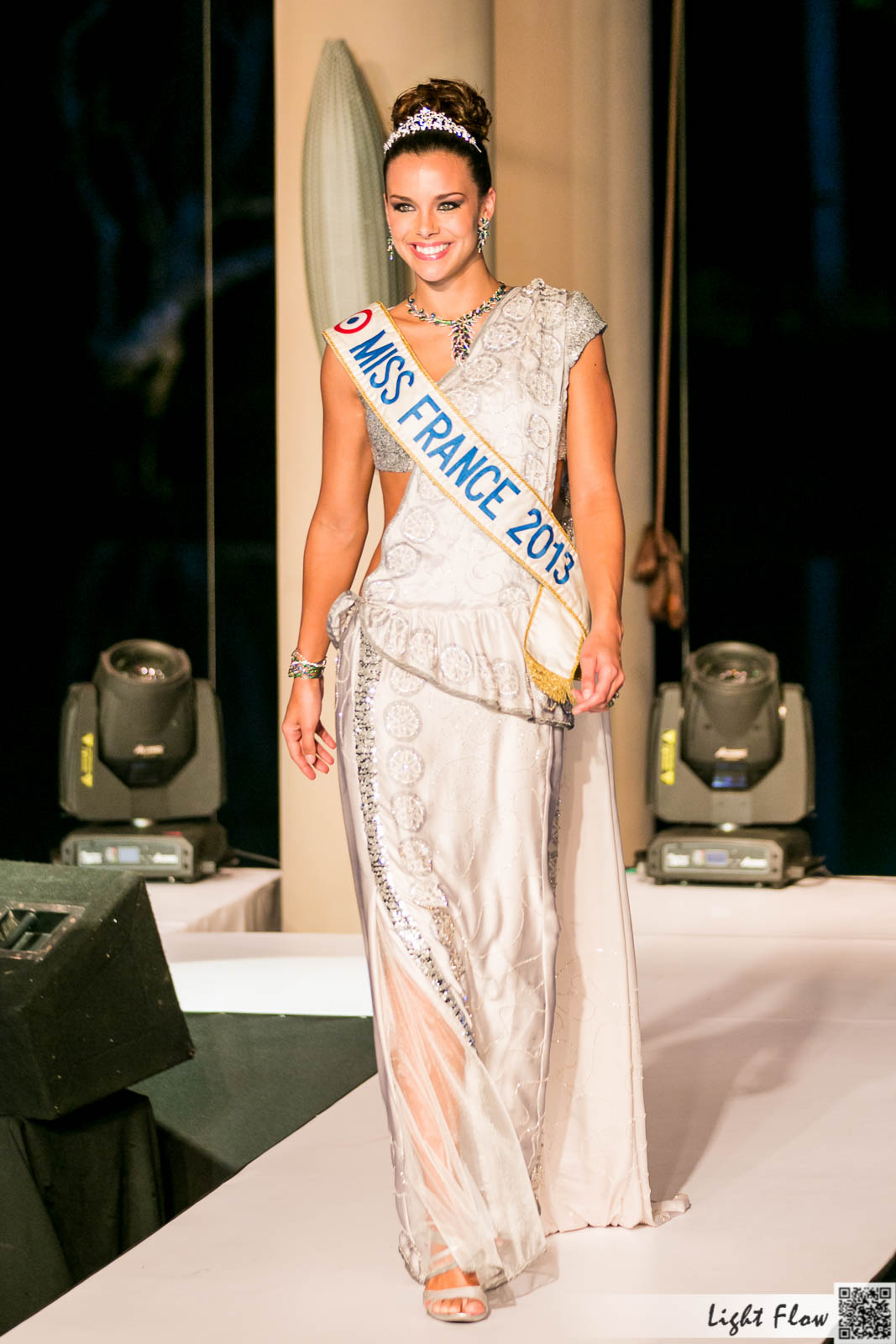
Marine Lorphelin, Miss Bourgogne 2012, Miss France 2013.

## Palmarès par département depuis 2000
- Saône-et-Loire : 2003, 2006, 2007, 2008, 2012, 2014, 2015, 2019, 2020, 2021, 2022, 2023, 2024 (13)
- Côte-d'Or : 2000, 2001, 2005, 2009, 2011, 2013, 2016 (7)
- Yonne : 2002, 2004, 2018 (3)
- Nièvre : 2010, 2017 (2)

## Palmarès à l'élection Miss France depuis 2000
- Miss France : 2000, 2013
- 1re dauphine : 2004
- 2e dauphine :
- 3e dauphine : 2008, 2020
- 4e dauphine : 2021
- 5e dauphine : 2025
- 6e dauphine :
- Top 12 puis 15 : 2005, 2012, 2014, 2024
- Classement des régions pour les 10 dernières élections (Miss France 2015 à 2024) : 17e sur 30[Note 1].

## Synthèse
- Meilleur classement de ces 10 dernières années : Sophie Diry, 3e dauphine de Miss France 2020.
- Dernier classement réalisé : Clara Diry, 5e dauphine de Miss France 2025.
- Dernière Miss France : Marine Lorphelin, élue Miss France 2013.